# Begoña Gerpe
Begoña Gerpe Álvarez (Negreira, La Coruña; 12 de diciembre de 1983) es una abogada, youtuber y divulgadora española. Pionera en la utilización de las redes sociales con el fin de divulgar contenido jurídico y dar a conocer experiencias profesionales relevantes. Como comentarista política, es crítica con el feminismo y se declara admiradora de Santiago Abascal y votante del partido Vox.

## Biografía
Begoña Gerpe, nació en la localidad coruñesa de Negreira, en el seno de una familia humilde, de padre coruñés y madre leonesa. Estudió Derecho en la Universidad de León (2001-2006), y se licenció en la Universidad de La Coruña (2006). Fue la primera licenciada de su familia. Completó su formación con un diploma en Práctica Jurídica, realizado en la Escuela de Práctica Jurídica “Decano Iglesias Corral” (Coruña), especializándose en Derecho de familia, y en 2009 empezó a ejercer como abogada. En 2014, después de trabajar en diversos despachos jurídicos tanto en Coruña como en Madrid, decidió ejercer la abogacía libremente en un municipio con menos de 7000 habitantes.
En junio de 2016, abrió un canal en Youtube, siendo una de las pioneras en utilizar las redes sociales para divulgar contenido jurídico y de derechas fruto de su propia experiencia. Entre otros, realizó el video «Quién es el procurador y qué es lo que hace», que fue reconocido por el Consejo General de Procuradores (2017). Los viernes realiza una sección en su canal, llamado «Café Jurídico», en el que reúne a abogados jóvenes y veteranos, y estudiantes de Derecho de diferentes partes del mundo, unidos por su pasión por la profesión, y que ha superado los 500.000 miembros y cuenta con más de 150 millones de visualizaciones.
En abril de 2023 varias asociaciones gitanas la denunciaron ante la Fiscalía por un supuesto delito de discriminación y odio tras la difusión de un vídeo en el que Gerpe realizaba afirmaciones sobre el pueblo gitano. La youtuber sufrió una campaña de acoso y amenazas en redes sociales por estos hechos. La denuncia no fue archivada y Gerpe está imputada a la espera de juicio. El 7 de abril de 2025, anunció que trasladaría su residencia habitual a Andorra debido a las posibles repercusiones del caso.